# Rodnikí (Bélgorod)
|  | Per a altres significats, vegeu «Rodnikí». |

Rodnikí - Родники (rus) - és un poble (un khútor) de l'óblast de Bélgorod, a Rússia. El 2021 tenia 86 habitants. Pertany al districte (raion) de Véidelevka.